# Assistència Palmesana
L'Assistència Palmesana és una societat recreativa i mutualista fundada a Palma el 1858. Creada com a societat de socors mutus, a poc a poc es consolidà com a centre cultural de les classes populars de Palma. Tengué un orfeó musical, fundat el 1899, una secció de teatre i organitzà festes populars, espectacles taurins i esports. El 1954, se'n va fer una reestructuració, amb canvi d'estatuts, i es convertí en societat cultural-recreativa. Més tard, el 1973, es decidí a donar un suport més ampli als espectacles artístics i es posà en funcionament, l'any següent, el grup de teatre homònim. Des d'aleshores, la companyia va oferir gairebé més de cent funcions i va posar en escena autors com Joan Mas, Lluís Segura i Xesc Forteza. El seu local ha estat sempre a la plaça de l'Assistència Palmesana, abans plaça des Pes de sa Palla, i ha servit de seu a nombroses entitats: la Casa de Menorca, el Moto-Club Balear, la Federació d'Escacs i el Club de Futbol Atlètic Balears, i després del Patronat Obrer de San Josep. Des del 1973 en fou president Francesc Albertí Palau.